# Goonies
Goonies (eng. The Goonies), američka pustolovna komedija redatelja Richarda Donnera iz 1985. godine. Scenarij za film napisao je Chris Columbus prema priči Stevena Spielberga, koji je ujedno i producent ovoga filma.

## Sadržaj
Dječaci iz Goon Docksa pokraj Astorije u Oregonu rastuže se kada lokalni bogataši zatraže kuće i posjede njihovih roditelja kako bi na tom mjestu napravili golf terene.
Posljednji vikend u kvartu, dječaci se okupljaju u kući Michaela "Mikey" Walsha (Sean Astin) i njegovog starijeg brata Brandona (Josh Brolin). Kada Mikey na tavanu pronađe staru španjolsku kartu Jednookog Willyja, piratskog kapetana iz 17. stoljeća s putokazima za pronalazak zakopanog blaga, odluči da zajedno sa svojim prijateljima pronaći blago koje je zakopano negdje u okolici, jer će tako moći roditeljima dati novac potreban da sprijeće iseljenje iz kvarta. U potrazi mu se prikljuće prijatelji, poznati kao Goonies, Clark "Mouth" Devereaux (Corey Feldman), Lawrence "Chunk" Cohen (Jeff Cohen) i Richard "Data" Wang (Jonathan Ke Quan), a slijedom okolnosti pridruže im se Mikeyov brat Brandon te Andrea "Andy" Carmichael (Kerri Green) i Stefanie "Stef" Steinbrenner (Martha Plimpton).
Prolaz do davno izgubljenog blaga nalazi se ispod osamljene kuće, nekoć restorana, u kojem svoje skrovište ima ozloglašena obitelj Fratelli, Majka Fratelli (Anne Ramsey), Jake Fratelli (Robert Davi), Francis Fratelli (Joe Pantoliano) i deformirani "Sloth" Fratelli (John Matuszak).

## Uloge

### Gooniesi
- Sean Astin - Michael "Mikey" Walsh
- Corey Feldman - Clark "Mouth" Devereaux
- Josh Brolin - Brandon "Brand" Walsh
- Jonathan Ke Quan (Ke Huy Quan) - Richard "Data" Wang
- Jeff Cohen - Lawrence "Chunk" Cohen
- Kerri Green - Andrea "Andy" Carmichael
- Martha Plimpton - Stephanie "Stef" Steinbrenner

### Ostali glumci i likovi
- Anne Ramsey - Majka Fratelli
- Joe Pantoliano - Francis Fratelli
- Robert Davi - Jake Fratelli
- John Matuszak - Lotney "Sloth" Fratelli
- Mary Ellen Trainor - Harriet Walsh
- Keith Walker - Irving Walsh
- Steve Antin - Troy Perkins
- Lupe Ontiveros - Rosalita

## Box office
Film je u SAD-u premijerno prikazan 7. lipnja i u prvom vikendu je zaradio 9.105.913 USD. Ukupna zarada procijenjena početkom rujna 1985. iznosila je 61.389.680 USD.